# Daniel Saldaña París
Œuvres principales
Parmi d'étranges victimes
Daniel Saldaña París, né le 17 septembre 1984 à Mexico, est un écrivain, poète, essayiste et traducteur mexicain.
Il a été membre des programmes Jeunes Créateurs (Jóvenes Creadores) (2006-2007 et 2016-2017) et Résidences Artistiques (Residencias Artísticas) (2012) du Fonds national pour la culture et les arts. Il a également été boursier de la Fondation pour les lettres mexicaines entre 2007 et 2009. En 2020, il a remporté, avec Chloe Aridjis (en), le prix de littérature du Centre Eccles et du Hay Festival (en). Il travaille actuellement comme rédacteur en chef du journal Periódico de Poesía de l'UNAM.

## Biographie
Daniel Saldaña París est né à Mexico en 1984. Très jeune, il déménage à Cuernavaca, Morelos. À l'âge de 17 ans, ses premiers poèmes sont publiés dans une revue culturelle locale.
Il étudie la philosophie à l'Université complutense de Madrid et a vécu quatre ans en Espagne. Il a été secrétaire de rédaction de la revue Letras Libres, pour laquelle il a réalisé des critiques d'art et a appris le métier de rédacteur. Après son retour au Mexique, il publie dans des revues telles que Oráculo, Punto de Partida et Tierra Adentro, publiées par CONACULTA (es).
Son premier livre est Esa pura materia ( 2008 ), un recueil de poèmes avec lequel il a remporté le Prix national Jaime Reyes pour jeunes poètes, décerné par l'Universidad Autónoma de la Ciudad de México (en). En 2012, il publie son deuxième recueil de poèmes intitulé La máquina autobiográfica, réédité plus tard au Chili par Los Libros de la Mujer Rota. Ses poèmes ont été réunis dans Divino tesoro: muestra de nueva poesía mexicana, La edad de oro ( 2012 ) et Familiaridades/Extrañamientos: Muestra de literatura joven de México ( 2013 ). En tant que narrateur, il a fait l'objet d'une anthologie dans Voces -30: nueva narrativa latinoamericana ( 2014 ) et México20: New Voices, Old Traditions ( 2015 ).
La revue Sada y el Bombón le considérait en 2014 comme l'un des auteurs les plus importants de la littérature mexicaine contemporaine avec Valeria Luiselli, Fernanda Melchor, Carlos Velázquez (es), Inti García Santamaría et Paula Abramo (es).
En novembre 2021, il est finaliste du Prix Herralde avec son roman La Danse et l'Incendie (El baile y el incendio).

## Œuvres

### Poésie
- (es) Esa pura materia, UACM, 2008, 84 p.  (ISBN 9796892590750)
- (es) La máquina autobiográfica, Bonobos Editores, 2012, 102 p.  (ISBN 9786078099252)
- (es) Doce en Punto. Poesía Chilena Reciente, UNAM, 2012, 168 p.  (ISBN 9786070236846)

### Romans
- (es) Un nuevo modo: Antología de narrativa mexicana actual, UNAM, 2012, 142 p.  (ISBN 9786070238628)
- Plier bagage, Métailié, 2021 ((es) En medio de extrañas victimas, 2013), trad. François Gaudry, 192 p.  (ISBN 979-10-226-1091-9)
- Parmi d'étranges victimes, Métailié, 2019 ((es) El nervio principal, 2018), trad. Anne Proenza, 288 p.  (ISBN 9786077781523)
- (es) Aviones sobrevolando un monstruo, 2021, 160 p.  (ISBN 978-84-339-9922-1)
- La Danse et l'Incendie, Métailié, 2025 ((es) El baile y el incendio, 2021), trad. François Gaudry, 224 p.  (ISBN 979-10-226-1419-1)